# Зорица (име)
Зорица је српско женско име. Познати људи са овим именом су:
- Зорица Војиновић (1958), бивша рукометашица
- Зорица Ђурковић (1957), бивша кошаркашица
- Зорица Јевремовић Мунитић (1948), позоришни и видео редитељ, драматург, кореограф
- Зорица Пантић (1951), управник факултета и професор електротехнике
- Зорица Павићевић (1956), бивша рукометашица
- Зорица (кнегиња)